# Andrzej Zapałowski
Andrzej Tomasz Zapałowski este un om politic polonez, membru al Parlamentului European în perioada 2004-2009 din partea Poloniei. 
1. 1 2   https://katalog.bip.ipn.gov.pl/informacje/12945, accesat în 1 martie 2024 Lipsește sau este vid: |title= (ajutor)
2. ↑  Deputații în Parlamentul European